# Krawall

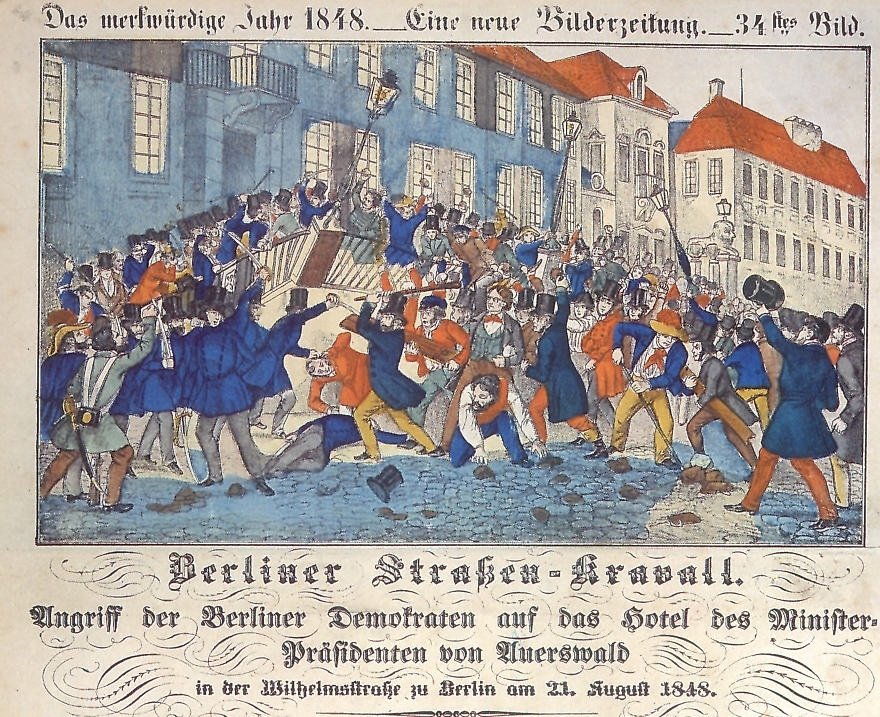
Krawall vor dem Sitz des Ministerpräsidenten Rudolf von Auerswald (August 1848), zeitg. Darstellung aus dem Neuruppiner Bilderbogen, 1848.

Krawall (auch Krawalle) ist eine Bezeichnung für eine gegen die öffentliche Ordnung gerichtete Störung durch Aufruhr oder Lärm.

## Bedeutungsfeld
Der Duden bezeichnet Krawall als Tumult mit Tätlichkeiten sowie Aufruhr und umgangssprachlich für „äußerst lebhaftes oder erregtes Lärmen und Treiben“ durch eine größere Menschenmenge. Ähnliche Bedeutung hat der Begriff Randale.
Ein Mensch, der in Krawalle aktiv verwickelt ist oder diese initiiert, wird als Krawallmacher bezeichnet. Ähnliche Bedeutung haben auch die Begriffe Randalierer und „Unruhestifter“.

## Etymologie
Die Wortherkunft ist ungeklärt. Vermutet wird eine Abstammung vom älteren, volkssprachlichen crawallen (16. Jahrhundert), das wiederum vom mittellateinischen chravallium abstammt, mit dem Katzenmusik, Straßenlärm und Zank bezeichnet wurden. Tumult bezeichnet ‚lärmendes Durcheinander erregter Menschen, Getümmel‘ und wurde Ende des 15. Jahrhunderts aus lateinisch tumultus ‚Unruhe, Getöse, (Kriegs)lärm, Aufruhr, Aufregung‘ entlehnt (zu lat. tumēre ‚geschwollen sein, vor Zorn aufbrausen, schwülstig sein‘), im politischen Bereich wird damit ein von Tätlichkeiten begleiteter Aufruhr, Aufstand, Erhebung bezeichnet.
Pierer’s Universal-Lexikon nimmt 1857 einen Zusammenhang von Krawall mit Charivari an, datiert das Wortvorkommen – als Chawall – mit dem 14. Jahrhundert und gibt an, dass es im Volksmund „1) Lärm, Spektakel; dann 2) eine mit Lärmen, Demoliren etc. verbundene politische Demonstration (meistens nur der niedersten Volksschichten) von größerem Umfang“ bezeichnet.
Meyers Großem Konversations-Lexikon von 1907 zufolge bedeutet Krawall, „ein erst in der Neuzeit aufgekommenes Wort, so viel wie Aufruhr, Tumult; wird vom mittellat. charavallium (franz. charivari) abgeleitet. Krawaller, Teilnehmer oder Veranlasser, Leiter eines Krawalls, sodann Bezeichnung für einen streitsüchtigen, lärmmachenden Menschen überhaupt.“

## Historische Entwicklung
Krawalle bildeten seit dem 19. Jahrhundert eine Protestform vor allem der Städtischen Unterschichten, die sich gegen soziale Missstände richteten. Sie waren in einigen Fällen auch explizit mit Forderungen nach Politik- und Regierungswechsel verbunden. Die Bezeichnung wurde etwa während der politischen Unruhen der Julirevolution von 1830 in Hanau geprägt, als das dortige Bürgertum sich am 24. September gegen die neoabsolutistische Staatsform und die verfehlte Zoll- und Wirtschaftspolitik des Kurfürsten Wilhelm II. von Hessen erhob und die nächste Welle der Revolution im November begann, nachdem die proletarische Unterschicht wegen steigender Lebensmittelpreise revoltierte und von der Bürgergarde bekämpft wurde. Danach wurden kleine, einteilige Brötchen in Hanau noch lange umgangssprachlich als Krawallcher bezeichnet.
Als öffentliches Beschäftigungsprojekt für die Hanauer Krawaller wurde die Entwässerung eines vor den Toren der Stadt gelegenen Sumpfgebietes initiiert. Der dazu erforderliche Entwässerungsgraben wurde (zunächst nicht offiziell) Krawallgraben genannt, was sich heute noch in der Straßenbezeichnung Am Krawallgraben widerspiegelt.
Unruhen ereigneten sich auch im Laufe der Revolution von 1848; doch waren sie auch und gerade in nicht-revolutionären Zeiten ein Ventil für öffentlichen Protest. Ein Beispiel sind die Blumenstraßenkrawalle in Berlin 1872 gegen die Zwangsräumung von Mietern. Die damals erstarkende organisierte Arbeiterbewegung, insbesondere Gewerkschaften und Sozialdemokratie, verurteilte Krawalle zwar als unpolitisch und „undiszipliniert“; sie bevorzugte Streiks und Demonstrationen. Dennoch beteiligte sich ihre Basis weiterhin an städtischen Unruhen wie etwa den Moabiter Unruhen im Jahre 1910.
Am 22. Juli 1907, dem Tag der Urteilsverkündung im Mordfall Carl Hau, kam es in Karlsruhe aus Neugier und Sensationslust des Publikums zu einem Straßentumult (Hau-Krawall), dem wegen Überforderung der polizeilichen Kräfte zur Wiederherstellung von Ruhe und Ordnung sogar militärische Einheiten, nämlich zwei Kompanien des 1. Badischen Leib-Grenadier-Regiments Nr. 109, entgegengesetzt werden mussten und der als „Straßenkampf im Frieden“ (Ferdinand von Notz) in die Geschichte einging. Einen derartigen Auflauf von Neugierigen – Beobachter sprachen von 20.000 Menschen – hatte es bis dahin noch bei keinem Strafprozess im Deutschen Reich gegeben.
Im Ersten Weltkrieg kam es ab 1916 durch Hunger und Lebensmittelknappheit zu einer Häufung von Krawallen in den Großstädten Deutschlands und Österreich-Ungarns. Bei diesen Lebensmittelkrawallen beteiligten sich insbesondere Frauen, die für die Ernährung ihrer Familien die Verantwortung trugen.
Obwohl der Krawall oft als vormoderne und unorganisierte Protestform galt, die durch Parteien und Gewerkschaften überflüssig geworden sei, sind Krawalle, soziale Unruhen und riots bis heute eine Konstante sozialer Protestkultur. Von den Halbstarkenkrawallen der 1950er Jahre über die 1962er Schwabinger Krawalle sowie die Unruhen am 1. Mai 1987 in Berlin-Kreuzberg bis zu den US-amerikanischen race riots in Kalifornien 1992 oder dem London Riot von 2011 lassen sich zahlreiche Beispiele aufzählen. Krawall, so ein Fazit von Protestforschern, gibt es immer dann, wenn es kein anderes, repräsentatives Ventil für soziale Forderungen gibt oder zu geben scheint.